# Hynobius chinensis
Hynobius chinensis är en groddjursart som beskrevs av Günther 1889. Hynobius chinensis ingår i släktet Hynobius och familjen Hynobiidae. IUCN kategoriserar arten globalt som starkt hotad. Inga underarter finns listade i Catalogue of Life.